# Thomas Meskill
Thomas Joseph Meskill (né le 30 janvier 1928 à New Britain au Connecticut et mort le 29 octobre 2007 à Boynton Beach en Floride) est un homme politique américain.

## Biographie
Il est juge à la Cour d'appel des États-Unis pour le deuxième circuit et représentant du 6e district congressionnel pour le Connecticut entre 1967 et 1971. Meskill est ensuite gouverneur du Connecticut de 1971 à 1975.